# Liste der Kulturdenkmale in Bergen (Vogtland)

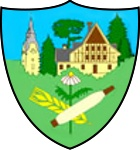
Wappen von Bergen

In der Liste der Kulturdenkmale in Bergen sind die Kulturdenkmale der sächsischen Gemeinde Bergen verzeichnet, die bis Juni 2019 vom Landesamt für Denkmalpflege Sachsen erfasst wurden (ohne archäologische Kulturdenkmale). Die Anmerkungen sind zu beachten.
Diese Aufzählung ist eine Teilmenge der Liste der Kulturdenkmale im Vogtlandkreis.

## Liste der Kulturdenkmale in Bergen
| Bild                                    | Bezeichnung | Lage                                  | Datierung | Beschreibung | ID       |
| --------------------------------------- | --- | ------------------------------------- | --- | --- | -------- |
| Direkt Bild zu diesem Denkmal hochladen | Eisenbahnbrücke über einen Forstweg | (Flurstück 770/12) (Karte)            | 1863–1865 | Landschaftsgestaltende Natursteinbogenbrücke der ehemaligen Eisenbahnstrecke Herlasgrün–Oelsnitz/Vogtl. (6648, sä. Hoe, Voigtländische Staatseisenbahn), technikgeschichtlich und verkehrsgeschichtlich von Bedeutung. | 09304157 |
| Direkt Bild zu diesem Denkmal hochladen | Eisenbahnbrücke über den Geigenbach | Alter Werdaer Weg (Karte)             | 1863–1864 | Dreibogige Brücke der Eisenbahnstrecke Herlasgrün–Oelsnitz/V. (6648, sä. Hoe, Voigtländische Staatseisenbahn), technikgeschichtlich und verkehrsgeschichtlich von Bedeutung. Werkstein- und Bruchstein-Mauer (Granit), mittlerer Bogen erhöht, seitliche Bögen von unterschiedlichem Durchmesser, unter mittlerem Bogen Geigenbach, unter seitlichem Bogen Weg, Brückenwangen Zyklopenmauerwerk, schräge Abdeckplatten. | 08985682 |
| Direkt Bild zu diesem Denkmal hochladen | Zwei Wegesteine | Alter Werdaer Weg (Karte)             | 19. Jahrhundert | Verkehrsgeschichtliche Denkmale. - Erster Wegestein: Granitstele mit pyramidalem Abschluss, zwei Seiten behauen mit Inschrift: „Talsperre“ und Pfeil, „Werda“ und „Pillmannsgrün“, Oberkante bossiert - Zweiter Wegestein ähnlich, Inschrift: „Ort Bergen“, „Bahnhof Bergen“ | 08985683 |
| Direkt Bild zu diesem Denkmal hochladen | Wohnstallhaus (Umgebinde) eines ehemaligen Dreiseithofes, Einfriedung und Wassertrog im Hof | Am Anger 4 (Karte)                    | Anfang 19. Jahrhundert, spätere Umbauten                                                                                                   | Bauernhaus Zeugnis der vogtlandtypischen Blockbauweise mit Umgebinde und Umschrot, baugeschichtlich von Bedeutung. - Wohnstallhaus: mit Giebelumgebinde (dreibogig) auf Granit-Bruchstein-Sockel, Spannriegel mit tropfenartigen Schlusssteinen (Holz), erneuert, eingeschossig, vorderer Teil Blockstube mit Umschrot, Mittelgebäude ausgebaut und zweigeschossig, hinterer Teil ebenfalls zweigeschossig (Erdgeschoss Stall, Obergeschoss Oberlaube, neu), Giebeldreieck verbrettert, rückwärtiger Giebel massiv, verputzt, Segmentbogenfenster, alte Fenster, im Giebel Sohlbänke aus Holz, zum Teil unterkellert (Tonne), Satteldach (Pappe, Mittelteil Schiefer, Holztraufe), in der Stube Einschubdecke (mehrfach profiliert) mit profiliertem Unterzug, Stallgewölbe, Segmentbogenportal (Granitgewände), im Sturz bezeichnet mit „18 H.H.“ (=Hermann Hüttner), im Stall preußische Kappen, drei Stallfenster mit Segmentbogengewände und Eisengitter, im Hof Wassertränke aus massiven Schieferplatten - Einfriedung: Bruchsteinmauer (Granit) mit Schieferabdeckung, quadratische Torpfeiler (Granit) mit Schieferabdeckplatten | 08985688 |
| Direkt Bild zu diesem Denkmal hochladen | Wohnhaus (mit Blockstube) und Tischlereianbau (mit Technik und Werkzeug) sowie Volkskunst-Sammlung von Schnitzbildern                                                                                         | Am Forsthaus 9 (Karte)                | Ende 18. Jahrhundert (Wohnhaus); 1923 (Tischlerei); 1920–1950 (Schnitzbilder)                                                              | Wohnhaus mit vogtlandtypischer Blockstube, baugeschichtlich von Bedeutung, Volkskunst-Sammlung des Schnitzers Karl Singer (1900–1978) aus Schönau (Miniaturdorfanlage und Wandkastenbilder mit ausgesägten Figuren, ursprünglich mit Wasserkraft betrieben), technikgeschichtliche sowie volkskundliche Bedeutung. - Wohnhaus (Auszugshaus): eingeschossig, zum Teil massiv, verputzt, zum Teil Blockbau, Satteldach (Schieferdeckung), Schleppgaupen, Blockstube mit Umschrot, Ständerumgebinde mit Kopfstreben (erneuert), Kellerzugang mit Granitgewände - Tischlerei: giebelseitig an Wohnhaus angebaut, eingeschossig mit Drempel (erneuert, mit Andreaskreuzen), im Inneren Holzbalkendecke (profilierter Unterzug, Einschubdecke), im Anbau (Werkhalle) Eisenträger, im Keller Tonnengewölbe, Fachwerkgiebel, zum Teil verbrettert, Holzfensterrahmen, alte Fenster, Holztürgewände, Fensterfaschen - Historische Tischlerei mit Werkzeug von 1923: Hobelbank, Hobel, gusseiserne Kreissäge, ursprünglich aus Ellefeld (1920er Jahre) (Maschinenfabrik und Eisengießerei Junck & Neidhardt aus Ellefeld/Vogtl.) mit Fräse und Langlochbohrmaschine mit Riemenantrieb der Firma Elhoma, Dickten- und Abrichtemaschine der Firma Elhoma sowie weiteres Werkzeug der historischen Tischlerei - Neben historischem Werkzeug gesammelte Schnitzbilder (seit 1920er Jahren entstanden) des Schnitzers Karl Singer (geboren 1900), bewegliche Schnitzbilder ursprünglich ausgestellt im Naturbad Schönau (bis zum Tod von Karl Singer), humoristische Szenen, unter anderem Lebenszyklus „Von der Wiege bis zum Grab“ sowie Waldszene | 08985696 |
| Direkt Bild zu diesem Denkmal hochladen | Häusleranwesen (Doppelwohnhaus) | Am Harzberg 2, 3 (Karte)              | Anfang 19. Jahrhundert | Eingeschossiges Wohnhaus in Hanglage, Giebel verbrettert, sozialhistorisches Zeugnis. Einfaches eingeschossiges Doppel-Wohnhaus, verputzt, Granitsockel (eventuell Blockstube), Umschrot verbrettert mit Zierbrett, traufseitig mittige Eingangstür mit Holzgewände, Fenstersohlbänke zum Teil Holz, zum Teil Granit, Fenstergewände Holz, Fensterläden, Satteldach, Holzgaupe, Dachpappe, giebelseitig zweiter Eingang (Nummer 3) mit alter Eingangstür mit Oberlicht, Holzgewände, abgeschlepptes Dach, Bruchsteinmauer, Giebeldreieck verbrettert. | 08985698 |
| Direkt Bild zu diesem Denkmal hochladen | Fabrikantenvilla | Am Harzberg 7 (Karte)                 | Um 1910 | Villa des Falkensteiner Gardinenfabrikanten Oertel, auf dem Harzberg am Ende der Gartenstraße, reich gestaltete Villa mit wertvoller Originalsubstanz, im Reformstil der Zeit um 1910, baugeschichtlich und ortsgeschichtlich von Bedeutung. Reich gegliedert mit bewegter Dachlandschaft, Massivbau auf unregelmäßigem Grundriss, Krüppelwalmdach und Walmdach, Biberschwanzdeckung, Seitenrisalit mit Satteldach, zweigeschossig, Erdgeschoss Bossenmauerwerk (Granit), Obergeschoss verputzt, (Ziegelstein), Zierfachwerk mit geschweiften Streben, Glasveranda, wuchtige Rechteckfenster mit bossiertem Granitgewände, Fenster zum Teil vergittert, Eingangshaus mit Pultdach, Treppenaufgang (Granitstufen) mit Eisengeländer, originale Eingangstür (Holz mit Oberlicht), Traufgesims aus Granit, Seitenrisalit mit Volutengiebel (Zwerchhaus), Graniteckquaderung, Schleppgaupe, Eckquaderung (Granit), vor Seitenrisalit kastenartiger Standerker vorgesetzt (dreigeschossig), zwei Geschosse massiv, Granitbrüstung und Holzkonstruktion im dritten Obergeschoss (Balkon), im Inneren guter Originalzustand. | 08985692 |
| Direkt Bild zu diesem Denkmal hochladen | Herrenhaus, Scheune und daran angebautes Stallgebäude des Rittergutes | Bergstraße 10 (Karte)                 | 1704 Dendro (Herrenhaus); bezeichnet mit 1852 (Scheune); um 1900 (Stallgebäude)                                                            | Herrenhaus, verputzter Fachwerkbau mit mittiger Freitreppe und Zeltdach, von hoher baugeschichtlicher und ortsgeschichtlicher Bedeutung, ortsbildprägende Lage auf der Anhöhe östlich des Dorfes. | 08985685 |
| Direkt Bild zu diesem Denkmal hochladen | Portal eines Wohnhauses | Falkensteiner Straße 2 (Karte)        | Bezeichnet mit 1842 | Reich gegliedertes Eingangstürgewände (Schlangenportal), Denkmal der Volkskunst von hoher Qualität, handwerklich-künstlerisch von Bedeutung. Geohrtes Segmentbogengewände (Granit) mit Schlussstein (bezeichnet mit „1842 J.D.W.“), im Gewände Profil mit (glücksversprechendem) Schlangensymbol, zwei Schlangenköpfe zum Schlussstein gerichtet, obere Kante des Segmentbogens gezackt. | 08985695 |
| Direkt Bild zu diesem Denkmal hochladen | Zwei Pechpfannen | Falkensteiner Straße 10 (bei) (Karte) | 19. Jahrhundert | Zeugnis der für das Vogtland typischen Pecherzeugung, heimatgeschichtlich von Bedeutung. Zwei auf Aufmauerung aus Steinquadern gestellte Pechpfannen (auch Griebenherd genannt) aus Granit, Größe: 92 cm × 94 cm × 40 cm, 80 cm × 85 cm × 34 cm, nach Restaurierung umfunktioniert als Pflanztopf. | 08985715 |
| Direkt Bild zu diesem Denkmal hochladen | Wassertrog | Falkensteiner Straße 10 (bei) (Karte) | Anfang 19. Jahrhundert | Granittrog, Zeugnis der Wirtschaftsweise vergangener Zeiten, regionalgeschichtlich von Bedeutung. Längsrechteckiger Granit-Wassertrog (Pferdetränke) mit Abflussrinne, an Stirnseite eingemeißelte Inschrift (nicht leserlich) mit Rahmung. | 08985687 |
| Direkt Bild zu diesem Denkmal hochladen | Doppelwohnhaus | Falkensteiner Straße 12, 14 (Karte)   | Um 1905 | Straßenbildprägendes Historismusgebäude, Ziegelfassade mit zwei Kastenerkern und zwei Zwerchhäusern, baugeschichtlich von Bedeutung. Zweigeschossig, Kellersockel Zyklopenmauerwerk (Granit), Kellerfenstergewände Granit, Erdgeschoss verputzt, Putznutung, Segmentbogenfenster mit Schlussstein, Obergeschoss Ziegelstein mit Putzgliederung und Kunststeingliederung, zwei Kastenerker mit Pultdach, Brüstungsfelder Putzstuck floral gestaltet, Vorhangbogenfenster mit Dreiecksgiebel, straßenseitig originale Eingangstür mit Oberlicht, zwei Zwerchgiebel mit Rundbogenfenster, rechter Zwerchgiebel mit konkav geschwungenem Giebel und spitzbogigem Abschluss, originales Treppenhaus, im Giebel Rundfenster, Satteldach (Pappe), Satteldach-Gaupen. | 08985699 |
| Direkt Bild zu diesem Denkmal hochladen | Gasthaus mit Fleischerei und Tanzsaal, später Turnhalle (Patzensaal, Schreibers Gasthof) | Falkensteiner Straße 33 (Karte)       | Um 1910 | Gebäude steht traufseitig zur Straße, gut gegliederte späthistoristische Putzfassade, von hoher ortshistorischer Bedeutung, ortsbildprägend, hoher Erinnerungswert. Massivbau mit Putzgliederung, zweigeschossig mit Drempel bzw. Mezzaningeschoss (linke Haushälfte) und Saal (rechte Haushälfte), am Saal nach hinten Anbau (eine Fensterachse), Erdgeschoss stark verändert (Läden), Mittelrisalit mit Segmentbogen-Eingang (Dreiecksverdachung mit Inschrift „Salve“), originale Eingangstür mit Oberlicht, Obergeschoss linke Seite Rechteckfenster, profilierte Gewände mit gerader Überdachung, Segmentbogen-Bekrönung mit Schlussstein, rechts hohe Rundbogenfenster (Saal) mit Oberlicht, originale Fenster, zweigeschossiger Mittelrisalit mit Zwerchgiebel, Drillingsfenster, Lisenengliederung, Dreiecksgiebel mit Sonnenmotiv, im Mezzaningeschoss gekuppelte quadratische Fenster, im Mezzaningeschoss ehemals Hotelzimmer, profilierte Traufe, Pultdach (Falzziegel), giebelseitig über dem Saal drei Satteldach-Gaupen mit volutenförmigen Seitenfeldern, Saal im Obergeschoss mit Stuckdecke, Bühne, früher als Kinosaal genutzt, zur Zeit Zwischendecke eingezogen, großzügig gestaltete Fenster mit Oberlicht-Sprossen. | 08985690 |
| Direkt Bild zu diesem Denkmal hochladen | Doppelwohnhaus | Falkensteiner Straße 34, 36 (Karte)   | Um 1905 | Gebäude in Hanglage, historistische Ziegelfassade, Gesprengegiebel, straßenbildprägender Bau im Schweizer Stil, baugeschichtlich von Bedeutung. Ein- bzw. zweigeschossig, Klinkerbau, traufseitig zur Straße mit giebelseitigen Eingängen, Kellersockel, Seitenrisalit mit Zwerchhaus (Krüppelwalmdach), seitlicher Eingang mit profiliertem Sturz (gerade), Kunststein-Fenstergewände (Kielbögen) und Fensterbänke, linker Eingangsrisalit Fachwerkgiebel, insgesamt Krüppelwalmdach (Pappe), rechter Eingangsrisalit (Klinker) mit Zwerchgiebel, rechte Haushälfte Eckrisalit mit Krüppelwalmdach (Pappe) und Schwebegiebel, glasierte rote Klinkergliederung, rundbogige Kellerfenster, zum Teil originale Fenster und Eingangstür mit Oberlicht, Schleppgaupen, an den Hausecken Rundstabprofilierung (Klinker). | 08985693 |
| Direkt Bild zu diesem Denkmal hochladen | Doppelwohnhaus | Falkensteiner Straße 37, 39 (Karte)   | Um 1900 | Straßenbildprägender Historismusbau, reich gegliederte Ziegelfassade, baugeschichtlich von Bedeutung. Zweigeschossiger Klinkerbau mit Kunststein-Gliederung, Satteldach (linke Haushälfte Falzziegel, rechts Eternit), zwei Zwerchhäuser mit gekuppelten Segmentbogenfenstern, eine hölzerne Gaupe, Kellersockel mit mäanderförmigem Gesims, im Erdgeschoss zwei Eingänge (Segmentbogengewände mit Schlussstein), originale Eingangstür mit Ziergitter, ein Eingang mit Granittreppenaufgang, im Obergeschoss Fenster mit gerader und Dreiecksverdachung, Brüstungsfelder mit Eichenlaubrelief. | 08985691 |
| Direkt Bild zu diesem Denkmal hochladen | Mietvilla und Einfriedung mit Toreinfahrt | Plauensche Straße 7 (Karte)           | Um 1900 | Straßenbildprägender repräsentativer historisierender Bau, zweifarbige Ziegelfassade, Drempel und Giebel in Zierfachwerk, baugeschichtlich von Bedeutung. - Villa: zweigeschossig, Granitsockel (Quaderung), Erd- und Obergeschoss weißer Klinker, dunkelrote Klinkergliederung, im Erd- und Obergeschoss Segmentbogenfenster, straßenseitig Standerker (Kastenerker im Obergeschoss verbrettert), Drempel Zierfachwerk (Andreaskreuze, Kleeblatt-Rauten), Walmdach, straßenseitig Zwerchgiebel (Zierfachwerk), rückseitig Balkon - Einfriedung: Eisenzaun - Leutepforte: zwei quadratische Granitpfeiler mit zylinderförmigem Aufsatz, Toreinfahrt aus zwei quadratischen Granittorpfeilern mit pyramidalem Aufsatz und Kugelaufsatz | 08985716 |
| Direkt Bild zu diesem Denkmal hochladen | Wohn- und Geschäftshaus (Bäckerei und ehemalige Post) | Plauensche Straße 19, 21 (Karte)      | Um 1907 | Reich mit Erkern gegliederter straßenbildprägender Bau des späten Historismus, von ortsgeschichtlicher Bedeutung. Doppelhaus mit abgefaster Ecke, zweigeschossigen Erkern mit Zwerchhäusern, zweigeschossig mit verbrettertem Drempel und Sockel, Erdgeschoss verputzt, Obergeschoss roter Klinker mit Putzgliederung, Erdgeschoss: Vorhangbogenfenster mit floral gestaltetem Schlussstein, profilierte Sohlbänke, Kastenerker, dreigeschossiger Seitenrisalit mit Zwerchhaus und Kastenerker, im ersten Obergeschoss rundbogige Fenster mit jugendstiliger Umrahmung, Drempel verbrettert, erstes Obergeschoss insgesamt Vorhangbogenfenster, zweigeschossiger Eckerker mit Zwiebeldach, giebelseitig Eingang: profiliertes Gewände und floral gestalteter Schlussstein, insgesamt durch Zwerchhäuser unterbrochenes Walmdach (Pappe), Erker mit gestuften Granitkonsolen, giebelseitig trapezförmiger Erker mit Zwerchhaus, straßenseitig zwei Eingänge, giebelseitig ein Eingang. | 08985717 |
|                                         | Ehemaliges Fabrikantenwohnhaus | Poppengrüner Straße 1 (Karte)         | Um 1915 | Wohnhaus der Stickereifabrikanten Windisch & Härtel, repräsentativer, ortsbildprägender Putzbau mit säulengeschmücktem Eingang, gute Originalsubstanz, im Reformstil der Zeit um 1910, baugeschichtlich und ortsgeschichtlich von Bedeutung. Zweigeschossig, massiv, verputzt, Mittelachse betont durch leicht vorkragenden abgerundeten Mittelrisalit mit zwei Eingängen und Treppenaufgang (Segmentbogenportale, originale Türen mit Oberlicht, Sonnenmotiv), diese gerahmt von je zwei dorischen Säulen darüber gerade Verdachung (Kunststein), Erdgeschoss Segmentbogenfenster, Obergeschoss Rechteckfenster mit Fensterläden, originale Fenster, giebel- und traufseitig Zwerchhaus mit Mansarddach, Dreiecksgiebel, Mansarddach (Kunstschiefer) mit Satteldach-Gaupen, an der Rückseite konvexer halbrunder Treppenhausturm, im Erdgeschoss Segmentbogenportal (Granit), Bleiglasfenster im ersten Obergeschoss, darüber Rundfenster mit Bleiglasfensterscheiben, Treppenhausturm bekrönt von bleigedecktem geschwungenem Glockendach mit Knauf, stark profilierte Traufe (Putz), verglaste Ecke mit Fenster, von Halbsäulen gerahmt, Sohlbank auf Konsolen (Kunststein), originale Fenster mit Rautenmotiv, rückseitig Dachhecht. | 08985684 |
| Direkt Bild zu diesem Denkmal hochladen | Wohnhaus | Poppengrüner Straße 9 (Karte)         | Um 1800 | Ländliches Gebäude mit Blockstube und angebauter Oberlaube, baugeschichtliche Bedeutung | 09305201 |
| Weitere Bilder                          | Empfangsgebäude und Wirtschaftsgebäude des ehemaligen Bahnhofes | Poppengrüner Straße 26 (Karte)        | 1865 (Empfangsgebäude); 1896 (Wirtschaftsgebäude)                                                                                          | An der ehemaligen Eisenbahnstrecke Herlasgrün – Oelsnitz/V. (Voigtländische Staatseisenbahn), verkehrsgeschichtlich bedeutender Bau von hoher Originalität, mit Anklängen an Schweizer Stil, als Teil der ersten vogtländische Eisenbahnstrecke der Königlich-Sächsischen Staatseisenbahn von verkehrshistorischer Bedeutung. - Empfangsgebäude: bestehend aus drei giebelseitig aneinander gestaffelten Baukörpern von unterschiedlicher Höhe, jeweils mit Satteldach (Pfettendach, Pappe), zweigeschossige Massivbauten mit Drempel, verputzt, im Giebelfeld bezeichnet mit Inschrift: „Bergen/Vogtl.“, originaler Putz, Warteraum im Inneren original erhalten mit Fahrkartenschalter, rückseitig niedriger verbretterter Anbau mit Rechteckfenstern und Granitgewände, sonst Sohlbänke aus Kunststein - Nebengebäude (parallel zum Empfangsgebäude, vermutlich Toilettengebäude): eingeschossig, massiv (Ziegelstein), verputzt, traufseitig vier Segmentbogen-Eingangstüren, Sandsteingewände, Mittelrisalit erhöht, flaches Satteldach (Pfettendach), profilierte Sparrenköpfe, im Inneren offenes Dach ohne Zwischendecke | 08985686 |
| Direkt Bild zu diesem Denkmal hochladen | Pfarrhaus und Einfriedung mit Toranlage | Thomas-Müntzer-Straße 2 (Karte)       | 1888 | Aufwändig gegliederter Bau, historistische Ziegelfassade, bildet Ensemble mit Kirche, ortshistorische Bedeutung | 08985697 |
| Weitere Bilder                          | Nikolaikirche (mit Ausstattung) und Kirchhof mit Einfriedung, Kirchhofstor und Treppenanlage sowie mehrere Grabsteine, Vortragekreuz und Kriegerdenkmal für die Gefallenen des Ersten und Zweiten Weltkrieges | Thomas-Müntzer-Straße 4 (Karte)       | Kernbau vermutlich 14. Jahrhundert, später überformt; 1900 (Kirchturm); nach 1918 (Kriegerdenkmal); Mitte 20. Jahrhundert (Kriegerdenkmal) | Baugeschichtliche und ortshistorische Bedeutung. | 08985694 |
| Direkt Bild zu diesem Denkmal hochladen | Ehemaliges Jugendheim, später Jugendherberge, jetzt Hotel Landhaus Marienstein und Gaststätte | Thomas-Müntzer-Straße 9 (Karte)       | Um 1939 | Fachwerkgebäude, zeittypischer Bau im Heimatstil der 1930er Jahre, ehemaliges HJ-Heim, historisches Zeugnis der staatlichen Jugendorganisation der NS-Zeit, später Jugendherberge „Thomas Müntzer“, landschaftsprägende Lage oberhalb des Dorfes, ortsgeschichtlich von Bedeutung. Zweigeschossiger Bau auf hoher Substruktionsmauer (Granit-Bruchstein) in archaischer altdeutscher Manier gebaut, winkelförmiger Grundriss, Erdgeschoss unverputzte Bruchstein-Mauer (Granit), Fenster und Eingänge von flachen Segmentbögen überfangen, Holzsprossenfenster (erneuert), im Inneren zum Teil alter Grundriss erhalten (laut Bauplänen mit Feierhalle, Gefolgschaftsraum, Werk- und Schlafräumen, Kameradschaftsraum und Führerzimmer), insgesamt Satteldach (Schieferdeckung) mit gleichmäßig angeordneten Satteldach-Gaupen (an jeder Traufseite sechs Gaupen), Obergeschoss Fachwerk, auf Knaggen gestützte Ständer, Knaggen auf aus der Mauer vorkragenden Konsolen gesetzt, Obergeschoss mit Zierfachwerk (Wilder Mann, K-Streben), gleichmäßiges Ständerfachwerk in regelmäßigem Abstand, Fenster zu Zweier und Vierer-Gruppen zusammengefasst, symmetrische Wandgliederung, nordseitig Terrasse auf hoher Substruktionsmauer (Granit) mit quadratischen Einfriedungspfeilern, beide Giebelseiten im Obergeschoss und im Giebeldreieck mit Zierfachwerk, dreigeschossiges Satteldach (für Massenunterkünfte), Giebel im oberen Teil verbrettert, symmetrische Gliederung mit fünf Fensterachsen im Obergeschoss (giebelseitig), darüber fünfteiliges Fensterband an hinterer Giebelseite, K-Streben, traufseitig im Erdgeschoss sieben Fensterachsen, an vorderer Giebelseite Segmentbogen-Eingang mit zweiläufigem Treppenaufgang, Granitstufen. | 08985689 |

## Tabellenlegende
- Bild: Bild des Kulturdenkmals, ggf. zusätzlich mit einem Link zu weiteren Fotos des Kulturdenkmals im Medienarchiv Wikimedia Commons. Wenn man auf das Kamerasymbol klickt, können Fotos zu Kulturdenkmalen aus dieser Liste hochgeladen werden:
- Bezeichnung: Denkmalgeschützte Objekte und ggf. Bauwerksname des Kulturdenkmals
- Lage: Straßenname und Hausnummer oder Flurstücknummer des Kulturdenkmals. Die Grundsortierung der Liste erfolgt nach dieser Adresse. Der Link (Karte) führt zu verschiedenen Kartendiensten mit der Position des Kulturdenkmals. Fehlt dieser Link, wurden die Koordinaten noch nicht eingetragen. Sind diese bekannt, können sie über ein Tool mit einer Kartenansicht einfach nachgetragen werden. In dieser Kartenansicht sind Kulturdenkmale ohne Koordinaten mit einem roten bzw. orangen Marker dargestellt und können durch Verschieben auf die richtige Position in der Karte mit Koordinaten versehen werden. Kulturdenkmale ohne Bild sind an einem blauen bzw. roten Marker erkennbar.
- Datierung: Baubeginn, Fertigstellung, Datum der Erstnennung oder grobe zeitliche Einordnung entsprechend des Eintrags in der sächsischen Denkmaldatenbank
- Beschreibung: Kurzcharakteristik des Kulturdenkmals entsprechend des Eintrags in der sächsischen Denkmaldatenbank, ggf. ergänzt durch die dort nur selten veröffentlichten Erfassungstexte oder zusätzliche Informationen
- ID: Vom Landesamt für Denkmalpflege Sachsen vergebene, das Kulturdenkmal eindeutig identifizierende Objekt-Nummer. Der Link führt zum PDF-Denkmaldokument des Landesamtes für Denkmalpflege Sachsen. Bei ehemaligen Kulturdenkmalen können die Objektnummern unbekannt sein und deshalb fehlen bzw. die Links von aus der Datenbank entfernten Objektnummern ins Leere führen. Ein ggf. vorhandenes Icon  führt zu den Angaben des Kulturdenkmals bei Wikidata.

## Ausführliche Denkmaltexte
1. ↑  Eisenbahnbrücke über einen Forstweg:
Die 1865 fertiggestellte Brücke, die den Forstweg bei Bergen überquert, ist ein verkehrsgeschichtliches Zeugnis und geradezu ein Sinnbild des damals noch verhältnismäßig jungen Eisenbahnwesens, das auch die Entwicklung des Vogtlandes stark beeinflusste. Der erste vogtländische Eisenbahnanschluss im Jahre 1846 (Linie Werdau–Reichenbach der „Sächsisch-Bayerischen Bahn“, verlängert nach Plauen 1848) brachte schnell spürbaren wirtschaftlichen Aufschwung der beteiligten Orte und weckte die Begehrlichkeiten auch anderer vogtländischer Kommunen an solcher Verbindung. Schon in den 1850er Jahren wurden Varianten einer zweiten Linie durch das Vogtland nach Böhmen (Eger) diskutiert. Schließlich entstand eine zweite „Hauptbahn“ (Staatseisenbahn), die in Herlasgrün von der bereits bestehenden abzweigte, Treuen, Auerbach und Falkenstein anband und dann weiter nach Westen in Richtung Oelsnitz verlief. Deren bauliches Zeugnis ist diese Brücke. Bis 1878 verband die zweigleisige Linie allein Westsachsen mit Böhmen, bis sie nach der Errichtung einer schnelleren Verbindung von Plauen nach Oelsnitz zu einer Nebenbahn („Secundärbahn“) herabgestuft wurde.

Wegen der Geländeanforderungen gab es kaum Typenbauten, für fast jedes technische Bauwerk gab es einen Einzelentwurf. Die Brücke besteht aus Granitmauerwerk. Sie ist einbogig, und im Gegensatz zu den freier versetzten Bruchsteinen der Wangen zeigen der Bogen und seine Ränder eine steinmetzmäßige Behandlung des Materials. Die dadurch erreichte Passgenauigkeit bewirkt noch knapp 150 Jahre nach Erbauung des Objekts statische Unbedenklichkeit. Es wird deutlich, mit welchem Aufwand man damals die Errichtung solch „profaner“ Bauwerke betrieb. Die überaus würdige bauliche Behandlung von zeitgenössischen Zeugnissen der Technik ist ähnlich überall feststellbar und gibt Aufschluss über die damalige Wertigkeit und die Projektionsgrundsätze derartiger Bauaufgaben.
2. ↑  Rittergut:
  - Herrenhaus: kastenartige Kubatur, zweigeschossig, verputzt, fast quadratischer Grundriss, traufseitig sechs Fensterachsen, linke Haushälfte Erdgeschoss Bruchstein, verputzt, rechte Haushälfte Blockbau, verputzt, Obergeschoss Fachwerk, hohes Walmdach bzw. Zeltdach, zwei zentrale gezogene Essen, Holztraufe, Eingang (alte Holztür mit Oberlicht) mit einläufigem Treppenaufgang, Granitstufen, terrassenartiger Absatz, zum Teil auf Konsolen, Eisengeländer, Granitpfosten, rechte Haushälfte als Blockbau mit senkrechten Stützen (unter dem Putz zum Teil sichtbar), linke Haushälfte unterkellert, Tonnengewölbe, rundbogiger Kellerzugang, vom Keller aus führte ein unterirdischer Gang zum Wasserschloss Mechelgrün (laut Aussage Bürgermeister), Gebäude vermutlich an Rückseite erweitert um zwei Fensterachsen, Dach angepasst, innen Fußboden aus Theumaer Schieferplatten, alte Türen mit originalen Türschlössern und handgeschmiedeten Beschlägen, im Dachboden vier gezogene Essen, liegender Dachstuhl, Holzschindeldeckung sichtbar, darüber Falzziegel, ehemaliger Rittergutsbesitzer: Förster
  - Scheune oder Wirtschaftsgebäude: zweigeschossig, massiv, Bruchstein (Granit), zwei große Segmentbogentore mit Holztoren, Schlussstein bezeichnet mit „1852“, anderer Schlussstein bezeichnet mit „F. F.“, Segmentbogenfenster im Obergeschoss, Ziegelsteintraufe, Satteldach, Biberschwanzdeckung
  - Stall: giebelseitig anschließendes niedrigeres Wirtschaftsgebäude (Stall) eingeschossig, Ziegelstein, roter Klinker mit gelber Klinkergliederung, zwei Holztore, Segmentbogenfenster, Eingang mit profiliertem Sturz (Kunststein) und Oberlicht mit Sturzbogen (Klinker), alte Fenster, Sohlbänke Kunststein, zwei Ladeluken, Satteldach (Falzziegel)
  - Einfriedung: Bruchstein-Mauer (Granit) mit Schieferabdeckung, quadratische Torpfeiler mit Abdeckplatten; Einfriedung vor 2013 abgebrochen
3. ↑  Nikolaikirche:
  - Saalkirche: Massiv, verputzt, Südturm auf quadratischem Grundriss, Turmaufbau mit geschweifter Haube und geschweiften Zwerchgiebeln (von 1900) mit Jugendstilgestaltung, florale Giebelbekrönung, Satteldach, profilierte  Steintraufe, in den Ecken Wasserspeier, Turmuhren, Laterne, Turmspitze mit Kreuz, Westfassade mit geschweiftem Blendgiebel, Putzgliederung (Fensterfaschen, Ecklisenen), Rundbogenfenster mit Oberlicht, gerader Ostabschluss, 1961 Einbau der Sakristei in den Turm, 1923 und 1926 Ausmalung durch Paul Rößler (Kunstgewerbeschule Dresden), verbunden mit Gestaltung der Emporenbrüstung als Ehrung der 104 im Ersten Weltkrieg Gefallenen, 1985 Restaurierung innen, 1992/93 Außenrestaurierung, an Westfassade der Kirche rundbogiger Eingang mit originaler Tür (Oberlicht), seitliches Bleiglasfenster, im Inneren drei spätgotische Schnitzfiguren in einem Schrein von 1923, Orgel von Robert Barth aus Plauen (1874) mit Prospekt in Neorenaissanceformen, Zinnkelch (17. Jahrhundert), zwei Zinnleuchter von 1792, Glocke von 1648, im Erdgeschoss des Südturms Spitztonne (im Kern mittelalterlich, seit 1900 Turmhaube)
  - Saal innen flach gedeckt, Deckengemälde über Altar und anderem mit Darstellung der Bergener Kirche, zweigeschossige Emporen an Nord- und Südseite, im Westen konvexe Orgelempore
  - Friedhofs-Einfriedung: Bruchsteinmauer mit Schieferabdeckplatten, quadratische Torpfeiler (Granit) und Granitabdeckplatten, Eisentor zum Friedhof, hoher Treppenaufgang (vom Pfarrhaus): Granitstufen, links flankiert von hoher Bruchsteinmauer (abgetreppt), zum Teil Werkstein (Granitquader) mit Schieferabdeckung, Vortragekreuz aus Eisen (auf dem Friedhof) mit arabeskenartigen schmiedeeisernen Kreuzarmen, mittig ursprünglich Bildtafel, bekrönt durch Mandola/Strahlenkranz und vermutlich Christusrelief, Kreuz befestigt auf Granitsockel
  - Kriegerdenkmal für die Gefallenen des Ersten Weltkrieges: Granitmauer (Zyklopenmauerwerk) in die Einfriedungsmauer des Friedhofs eingebunden, aber über sie weit hinausragend, Dreiecksgesims und darüber gerader profilierter Abschluss mit seitlichem Kugelaufsatz, Inschrifttafel bezeichnet mit „Ehrengrabmal unserer im Weltkrieg 1914–18 gefallenen tapferen Söhne“, davor Holzkreuz (Zweiter Weltkrieg) und kleine Steinkreuze (Granit) mit Eisernem Kreuz-Relief sowie den Namen der im Ersten und Zweiten Weltkrieg gefallenen Soldaten
  - Auf dem Friedhof Wandgrab von 1904: Sandsteingrab der Familie Blechschmidt (Frau Blechschmidt: Tochter einer jüdischen Familie in Bergen), Attika und Dreiecksgiebel von zwei ionischen Säulen (aus Schwedischem Granit) getragen, Sandstein-Kapitell, zentrale Frauenskulptur (Trauernde)
  - Jüdischer Grabstein: Sandstein-Wandgrab-Stele mit rundbogigem Aufsatz, Stirnseite mit Davidstern, seitlich zwei Lorbeerkränze, Tafel entfernt, vermutlich Grab der Eltern von Frau Blechschmidt (Kaufmannsfamilie)